# Haddon Sundblom
Haddon Hubbard « Sunny » Sundblom, né le 22 juin 1899 à Muskegon et mort le 10 mars 1976 à Chicago, est un illustrateur américain connu pour ses pin-ups et ses publicités du père Noël pour The Coca-Cola Company.

## Biographie
Au début des années 1920 , Sundblom dessine un Santa Claus pour les publicités Coca Cola dans les magazines. Il créa en 1931, avec Fred Mizen, une affiche pour le groupe Coca-Cola avec un Santa plus jovial afin que celui-ci fasse vendre davantage de boissons en hiver.

## Œuvres
Publicités :
- Palmolive
- Packard Motor Car Company
- Ford Lincoln Futura
- Goodyear
- Savon Camay

Autres :
- Playboy